# Cotylelobium burckii
Espèce
Classification phylogénétique
Statut de conservation UICN

 EN A1cd+2cd : En danger
 Cotylelobium burckii  est un grand arbre sempervirent de Bornéo, appartenant à la famille des Diptérocarpacées.

## Répartition
Forêts côtières sur podzol ou sur sol sableux au Sarawak et Brunei.

## Préservation
Menacé par la déforestation. Quelques peuplements sont préservés dans des réserves.